# Bahnrad-Weltcup 1997
Der UCI-Bahnrad-Weltcup 1997 war ein Wettbewerb im Bahnradsport mit mehreren Läufen zwischen dem 23. Mai und dem 17. August 1997. Er wurde in Cali, Trexlertown, Fiorenzuola d’Arda, Quartu Sant’Elena, Athen und Adelaide ausgetragen.

## Resultate

### Männer
| Disziplin                                         | Sieger                                                                           | Zweiter                                                                           | Dritter                                                                    |
| Cali, Kolumbien – 23. bis 25. Mai                 | Cali, Kolumbien – 23. bis 25. Mai                                                | Cali, Kolumbien – 23. bis 25. Mai                                                 | Cali, Kolumbien – 23. bis 25. Mai                                          |
| ------------------------------------------------- | -------------------------------------------------------------------------------- | --------------------------------------------------------------------------------- | -------------------------------------------------------------------------- |
| Keirin                                            | Marty Nothstein                                                                  | Frédéric Magné                                                                    | Jean-Pierre van Zyl                                                        |
| 1000-Meter-Zeitfahren                             | Sören Lausberg                                                                   | José Antonio Escuredo                                                             | Hervé Thuet                                                                |
| Einerverfolgung                                   | Alexei Markow                                                                    | Christian Vande Velde                                                             | Juan Oliver Martinez                                                       |
| Mannschaftsverfolgung                             | Russland Eduard Grizun Nikolai Kusnezow Alexei Markow                            | Neuseeland Gary Anderson Brendon Cameron Timothy Carswell Lee Vertongen           | Spanien Adolfo Alperi Miguel Alzamora Isaac Gálvez Ivan Herrero            |
| Sprint                                            | Marty Nothstein                                                                  | Arnaud Tournant                                                                   | Eyk Pokorny                                                                |
| Punktefahren                                      | Pawel Chamiduline                                                                | Joan Llaneras                                                                     | Juan Esteban Curuchet                                                      |
| Teamsprint                                        | Griechenland Georgios Chimonetos Dimitrios Georgalis Lambros Vasilopoulos        | Deutschland Jens Fiedler Sören Lausberg Eyk Pokorny                               | Australien Danny Day Sean Eadie Darryn Hill                                |
| Zweier-Mannschaftsfahren                          | Spanien Miguel Alzamora Joan Llaneras                                            | Argentinien Gabriel Curuchet Juan Esteban Curuchet                                | Neuseeland Gary Anderson Glen Thompson                                     |
| Trexlertown, Vereinigte Staaten – 29. bis 31. Mai |                                                                                  |                                                                                   |                                                                            |
| Keirin                                            | Darryn Hill                                                                      | Marty Nothstein                                                                   | Eyk Pokorny                                                                |
| 1000-Meter-Zeitfahren                             | Arnaud Tournant                                                                  | Grzegorz Krejner                                                                  | José Antonio Escuredo                                                      |
| Einerverfolgung                                   | Alexei Markow                                                                    | Christian Vande Velde                                                             | Juan Oliver Martinez                                                       |
| Teamsprint                                        | Russland Anton Chantyr Eduard Grizun Nikolai Kusnezow Alexei Markow              | Vereinigte Staaten Mariano Friedick Adam Laurent Adam Payne Christian Vande Velde | Spanien Adolfo Alperi Miguel Alzamora Isaac Gálvez Ivan Herrero            |
| Sprint                                            | Darryn Hill                                                                      | Marty Nothstein                                                                   | Eyk Pokorny                                                                |
| Punktefahren                                      | Brian Walton                                                                     | Julian Dean                                                                       | Michael Sandstød                                                           |
| Teamsprint                                        | Griechenland Dimitrios Georgalis Georgios Chimonetos Lambros Vasilopoulos        | Frankreich Frédéric Magné Hervé Thuet Arnaud Tournant                             | Polen Grzegorz Krejner Marcin Mientki Grzegorz Trebski                     |
| Zweier-Mannschaftsfahren                          | Spanien Miguel Alzamora Joan Llaneras                                            | Australien Brett Aitken Stephen Pate                                              | Argentinien Gabriel Curuchet Juan Esteban Curuchet                         |
| Italien, Fiorenzuola d’Arda – 20. bis 22. Juni    |                                                                                  |                                                                                   |                                                                            |
| Keirin                                            | Darryn Hill                                                                      |                                                                                   |                                                                            |
| 1000-Meter-Zeitfahren                             | Stefan Nimke                                                                     | Grzegorz Krejner                                                                  | Frédéric Lancien                                                           |
| Einerverfolgung                                   | Andrea Collinelli                                                                | Jens Lehmann                                                                      | Robert Karsnicki                                                           |
| Teamsprint                                        | Ukraine                                                                          | Deutschland                                                                       | Italien                                                                    |
| Sprint                                            | Marty Nothstein                                                                  | Darryn Hill                                                                       | Jan van Eijden                                                             |
| Punktefahren                                      | Bruno Risi                                                                       |                                                                                   |                                                                            |
| Teamsprint                                        | Polen                                                                            | Vereinigtes Königreich                                                            | Japan                                                                      |
| Zweier-Mannschaftsfahren                          | Deutschland Carsten Wolf Guido Fulst                                             |                                                                                   |                                                                            |
| Quartu Sant’Elena, Italien, 27. bis 29. Juni      |                                                                                  |                                                                                   |                                                                            |
| Keirin                                            | Marty Nothstein                                                                  | Aleksander Kirischenko                                                            | Sergei Panasenko                                                           |
| 1000-Meter-Zeitfahren                             | Gregorz Krejner                                                                  | Craig MacLean                                                                     | Damien Gerard                                                              |
| Einerverfolgung                                   | Bradley McGee                                                                    | Heiko Szonn                                                                       | Oleksandr Symonenko                                                        |
| Mannschaftsverfolgung                             | Ukraine Bohdan Bondarjew Oleksandr Symonenko Serhij Matwjejew Oleksandr Fedenko  | Italien Mario Benetton Adler Capelli Michele Canevarolo Andrea Collinelli         | Deutschland                                                                |
| Sprint                                            | Viesturs Bērziņš                                                                 | Ainārs Ķiksis                                                                     | Marty Nothstein                                                            |
| Punktefahren                                      | Guido Fulst                                                                      | Silvio Martinello                                                                 | Bruno Risi                                                                 |
| Teamsprint                                        | Polen Grzegorz Krejner Marcin Mientki Grzegorz Trebski                           | Niederlande                                                                       | Russland                                                                   |
| Zweier-Mannschaftsfahren                          | Schweiz Kurt Betschart Bruno Risi                                                | Italien Silvio Martinello Marco Villa                                             | Niederlande                                                                |
| Athen, Griechenland – 4. bis 6. Juli              |                                                                                  |                                                                                   |                                                                            |
| Keirin                                            | Pavel Buráň                                                                      | Ainārs Ķiksis                                                                     | Michael Scheurer                                                           |
| 1000-Meter-Zeitfahren                             | José Antonio Escuredo                                                            | Grzegorz Krejner                                                                  | Dimitrios Georgalis                                                        |
| Einerverfolgung                                   | Stefan Steinweg                                                                  | Philippe Ermenault                                                                | Michael Sandstød                                                           |
| Mannschaftsverfolgung                             | Vereinigtes Königreich Jonathan Clay Matthew Illingworth Bryan Steel Philip West | Dänemark Frederik Bertelsen Tayeb Braikia Michael Sandstød Jacob Piil             | Frankreich Philippe Ermenault Carlos Da Cruz Franck Perque Jérôme Neuville |
| Punktefahren                                      | Michael Sandstød                                                                 | Bruno Risi                                                                        | Juan Esteban Curuchet                                                      |
| Sprint                                            | Ainārs Ķiksis                                                                    | Lars Brian Nielsen                                                                | Viesturs Bērziņš                                                           |
| Teamsprint                                        | Griechenland Dimitrios Georgalis Georgios Chimonetos Lambros Vasilopoulos        | Spanien José Antonio Escuredo Salvador Meliá José Moreno Periñan                  | Vereinigtes Königreich Chris Hoy Craig MacLean Craig Percival              |
| Zweier-Mannschaftsfahren                          | Dänemark Jakob Piil Tayeb Braikia                                                | Italien Silvio Martinello Marco Villa                                             | Vereinigtes Königreich Jonathan Clay Bryan Steel                           |
| Adelaide, Australien – 15. bis 17. August         |                                                                                  |                                                                                   |                                                                            |
| Keirin                                            | Marty Nothstein                                                                  | Jean-Pierre van Zyl                                                               | Sergei Panasenko                                                           |
| 1000-Meter-Zeitfahren                             | Graham Sharman                                                                   | Grzegorz Krejner                                                                  | Takanobu Jumonji                                                           |
| Einerverfolgung                                   | Christian Vande Velde                                                            | Stuart O’Grady                                                                    | Robert Karsnicki                                                           |
| Mannschaftsverfolgung                             | Neuseeland                                                                       | Vereinigte Staaten                                                                | Australien                                                                 |
| Punktefahren                                      | Stuart O’Grady                                                                   | Jakob Piil                                                                        | Glen Thomson                                                               |
| Sprint                                            | Jean-Pierre van Zyl                                                              | Ainārs Ķiksis                                                                     | Sean Eadie                                                                 |
| Teamsprint                                        | Australien Sean Eadie                                                            | Polen                                                                             | Neuseeland                                                                 |
| Zweier-Mannschaftsfahren                          | Schweiz Kurt Betschart Bruno Risi                                                | Australien A Brett Aitken Stephen Pate                                            | Australien B Stuart O’Grady Baden Cooke                                    |

### Frauen
| Disziplin                                        | Siegerin                          | Zweite                            | Dritte                            |
| Cali, Kolumbien – 23. bis 25. Mai                | Cali, Kolumbien – 23. bis 25. Mai | Cali, Kolumbien – 23. bis 25. Mai | Cali, Kolumbien – 23. bis 25. Mai |
| ------------------------------------------------ | --------------------------------- | --------------------------------- | --------------------------------- |
| 500-Meter-Zeitfahren                             | Félicia Ballanger                 | Galina Jenjuchina                 | Daniela Larreal                   |
| Einerverfolgung                                  | Antonella Bellutti                | Rasa Mazeikite                    | Rebecca Twigg                     |
| Sprint                                           | Galina Jenjuchina                 | Félicia Ballanger                 | Michelle Ferris                   |
| Punktefahren                                     | Antonella Bellutti                | Madelin Jorge                     | Nathalie Lancien                  |
| Vereinigte Staaten, Trexlertown —29. bis 31. Mai |                                   |                                   |                                   |
| 500-Meter-Zeitfahren                             | Galina Jenjuchina                 | Antonella Bellutti                | Michelle Ferris                   |
| Einerverfolgung                                  | Rasa Mazeikyte                    | Lucy Tyler-Sharman                | Rebecca Twigg                     |
| Sprint                                           | Galina Jenjuchina                 | Félicia Ballanger                 | Michelle Ferris                   |
| Punktefahren                                     | Ina-Yoko Teutenberg               | Rita Razmaite                     | Lioudmila Gorojanskaja            |
| Fiorenzuola d’Arda, Italien – 20. bis 22. Juni   |                                   |                                   |                                   |
| 500-Meter-Zeitfahren                             | Félicia Ballanger                 | Antonella Bellutti                | Michelle Ferris                   |
| Sprint                                           | Michelle Ferris                   | Félicia Ballanger                 |                                   |
| Einerverfolgung                                  | Antonella Bellutti                | Rasa Mazeikyte                    | Lucy Tyler-Sharman                |
| Punktefahren                                     | Jelena Tschalych                  | Natalja Karimowa                  | Daniela Larreal                   |
| Quartu Sant’Elena, Italien – 27. bis 29. Juni    |                                   |                                   |                                   |
| 500-Meter-Zeitfahren                             | Oxana Grischina                   | Daniela Larreal                   | Antonella Bellutti                |
| Sprint                                           | Oxana Grischina                   | Kathrin Freitag                   |                                   |
| Einerverfolgung                                  | Antonella Bellutti                |                                   | Yvonne McGregor                   |
| Punktefahren                                     | Antonella Bellutti                | Natalja Karimowa                  |                                   |
| Athen, Griechenland – 4. bis 6. Juli             |                                   |                                   |                                   |
| 500-Meter-Zeitfahren                             | Félicia Ballanger                 | Antonella Bellutti                | Oxana Grischina                   |
| Sprint                                           | Félicia Ballanger                 | Oxana Grischina                   | Olga Grischina                    |
| Einerverfolgung                                  | Yvonne McGregor                   | Antonella Bellutti                | Judith Arndt                      |
| Punktefahren                                     | Antonella Bellutti                | Judith Arndt                      | Michaela Brunngraber              |
| Adelaide, Australien – 15. bis 17. August        |                                   |                                   |                                   |
| 500-Meter-Zeitfahren                             | Jiang Cuihua                      | Michelle Ferris                   | Antonella Bellutti                |
| Sprint                                           | Tanya Dubnicoff                   | Lori-Ann Muenzer                  | Jennie Reed                       |
| Einerverfolgung                                  | Antonella Bellutti                | Karen Kurreck                     | Karen Barrow                      |
| Punktefahren                                     | Wang Yan                          | Nicole Reinhart                   | Alessandra D’Ettorre              |